# Kologriv
Kologriv (oroszul: Кологрив) város Oroszország Kosztromai területén, a Kologrivi járás székhelye.
Lakossága: 3314 fő (a 2010. évi népszámláláskor).

## Fekvése
Kosztromától 341 km-re északkeletre, az Unzsa magas bal partján, a Kicsinka folyó beömlésénél fekszik. A legközelebbi vasútállomás a 85 km-re délre fekvő Manturovo, a Buj–Kirov fővonalon.

## Története
Kologriv eredetileg az 1520-as években a folyón följebb épített erődítmény volt. Miután védelmi funkciója megszűnt, a kologrivi vajda (vojevoda) a jelenlegi helyre, az akkori Kicsino faluba költözött. 1778-ban a település Kologriv néven város és ujezd székhelye lett.
A szovjet korszakban helyi jelentőségű hőerőmű épült. Tejfeldolgozó üzeme, a vasbetonelemek gyára és erdőgazdasága volt számottevő. 